# Hiendl (Möbelhaus)

XXXL Hiendl-Logo

Das Möbelhaus Hiendl wurde 1926 von dem Orgelbauer Joseph Hiendl und dessen Kollegen Julius Becker in Passau im Stadtteil Neustift gegründet. Nach Beckers Tod führte Hiendl die Firma allein. Sehr bald schon wurden neben Orgeln auch Möbel hergestellt. Nach dem Zweiten Weltkrieg übernahm Hiendls Sohn, der Möbelschreiner Rudolf Hiendl, den Betrieb. Dieser führte die Firma nur noch als Schreinerei und Möbelhandlung.

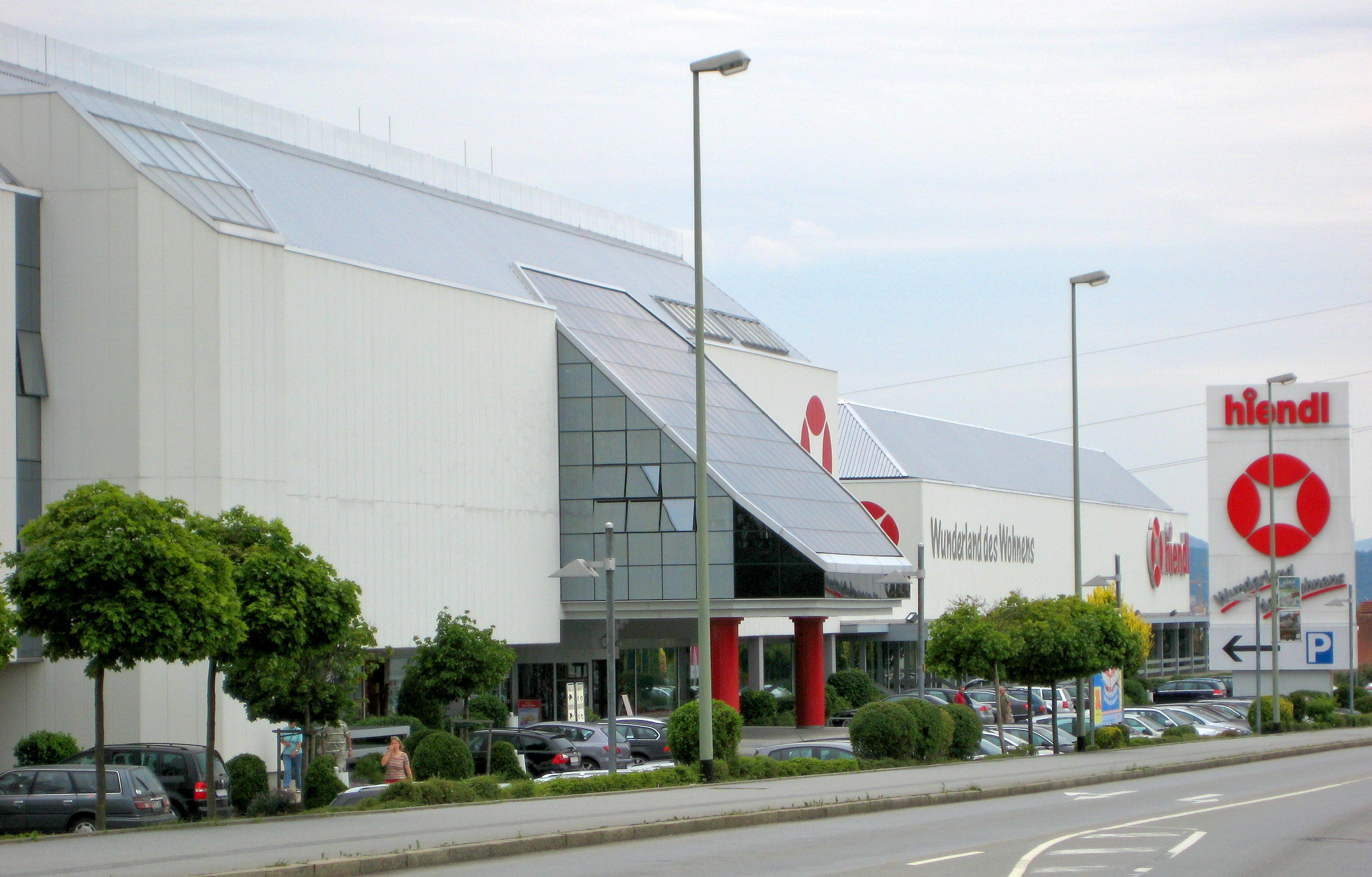
Möbelhaus Hiendl im Passauer Stadtteil Neustift

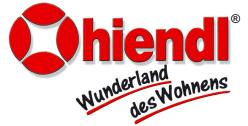
Logo bis zur Übernahme von XXXLutz

1963 trat Klaus Hiendl in das Familienunternehmen ein und übernahm Anfang der 1970er Jahre zusammen mit seinem drei Jahre jüngeren Bruder Rudolf Hiendl dessen Leitung. Beide bauten es sukzessive zu einer der größten Möbelhausketten in Süddeutschland aus. Im September 1973 eröffnete im Passauer Stadtteil Neustift das erste „Wunderland des Wohnens“. Nach der Gründung einer zweiten Filiale in Regensburg 1995 folgten in den vergangenen Jahren weitere Niederlassungen in Augsburg, Fürstenstein, Neuötting und Rosenheim.
Bekannt wurde das Unternehmen durch seine Werbung mit dem Schauspieler Ottfried Fischer und dem Werbeslogan „Hiendl – mehr sog i ned“.
2006 hatte das Unternehmen nach eigenen Angaben mehr als 1300 Beschäftigte und erwirtschaftete einen Umsatz von 200 Millionen Euro. Am 11. Oktober 2006 verstarb Klaus Hiendl im Alter von 62 Jahren an den Folgen eines Verkehrsunfalls. Sein Sohn wurde zweiter Geschäftsführer neben seinem Bruder Rudolf.
Im Juni 2007 verkaufte die Eigentümerfamilie das traditionsreiche Unternehmen an die österreichische Möbelgruppe XXXLutz. Das Möbelhaus heißt seitdem XXXL Hiendl.
Inzwischen treten nur noch die Häuser in Regensburg, Passau und Neuötting unter dem Namen XXXL Hiendl auf. Die Filialen in Augsburg und Fürstenstein firmieren als XXXLutz, das Möbelhaus in Rosenheim wurde zunächst geschlossen, danach als Mömax-Möbelhaus (auch zur XXXLutz-Gruppe gehörend) neueröffnet.

## Orgeln von Becker & Hiendl
Orgeln von Becker & Hiendl finden sich bei Joseph Hiendl.